# Die Hard with a Vengeance
Die Hard with a Vengeance (titulada Jungla de cristal: la venganza en España y Duro de matar 3: la venganza en Hispanoamérica) es la tercera parte de la serie de Die Hard, protagonizada por Bruce Willis en el papel de John McClane y estrenada en 1995.
En esta tercera parte aparece Samuel L. Jackson como Zeus Carver, el involuntario compañero de Willis. Jeremy Irons interpreta al antagonista principal, Simon Gruber. La película fue dirigida por John McTiernan y escrita por Jonathan Hensleigh. La siguiente película en la saga es Live Free or Die Hard, de 2007.
A partir de esta entrega, los personajes que interpretan los actores Bonnie Bedelia, Reginald VelJohnson y William Atherton, ya no aparecen en el resto de la saga.

## Argumento
La película comienza con la explosión de un centro comercial en Nueva York. Un hombre que se hace llamar Simón (Jeremy Irons) informa a la policía de que es el responsable del atentado, y amenaza con más explosiones si el teniente John McClane (Bruce Willis) no participa en un juego llamado «Simon dice», en el cual el terrorista decide ciertas misiones o acertijos que McClane debe resolver en un tiempo determinado. 
John McClane, el cual está suspendido del cuerpo de policía al inicio de la película, y durante el transcurso de esta sufrirá dolores de cabeza debidos a una fuerte resaca, tiene como primera tarea pasear por Harlem con un letrero que reza «Odio a los negros». Sale ileso de ella gracias a la intervención de un electricista que posee una tienda en la zona, Zeus Carver (Samuel L. Jackson). A partir de ese momento, Simon exige que este «Buen samaritano» también participe en el juego de «Simon dice».
El FBI descubre poco después que Simon es realmente Simon Gruber, un antiguo coronel de inteligencia del Ejército Popular Nacional y hermano de Hans Gruber (Alan Rickman, quien, al igual que Irons, es un actor inglés interpretando a un alemán), a quien McClane mató en la primera entrega de la saga, así que se plantea la posibilidad de que el motivo que mueve al terrorista sea la venganza personal. Sin embargo, Simon provoca el caos al amenazar con activar una bomba colocada en un colegio público, y aprovecha que las fuerzas del orden están desbordadas para robar la mayor parte del oro del Banco de la Reserva Federal de Nueva York mediante una estrategia de robo, bajo tierra. McClane, quien seguía jugando a «Simon dice» con la ayuda de Zeus mientras tanto, se percata del plan pero no puede evitar el robo. 
Poco después, Simon hace saber mediante un comunicado de radio que los intereses que le mueven son únicamente políticos y que piensa equilibrar la balanza entre occidente y el resto del mundo hundiendo el oro robado en el río Hudson. McClane y Zeus siguen la pista de Simon hasta el carguero donde supuestamente está el oro. Descubren que realmente el botín no se encuentra a bordo. Realmente, el plan consistía en una farsa en la cual se explotará el barco, y supuestamente el dinero también, pero sin embargo el plan es que Simon saldrá del barco en una pequeña lancha con todo el oro. Pero la presencia de McClane y Zeus en el barco dificultan la acción, por lo que los secuaces que patrullaban el barco los encuentra y Simon los ata con una cuerda junto a la bomba. Cuando apenas quedan minutos para que la bomba explote y con ella el barco, McClane logra liberarse de las cuerdas. Posteriormente libera a Zeus y logran saltar al río justo antes de que explote la bomba.
Finalmente, consiguen guiar a las autoridades a una nave industrial de un puerto en Canadá donde el terrorista y su pequeño ejército se esconden con el oro robado. Entonces, en plena celebración, llega la policía canadiense y en un helicóptero de la policía se encuentran McClane y Zeus. Los terroristas se logran organizar y Simon, junto con su novia, salen del almacén con un helicóptero. La aeronave, pilotada por la novia de Simon se acerca al helicóptero de McClane, y Simon abre fuego con una ametralladora de a bordo. Simon logra dar al helicóptero de la policía, forzándolo a hacer un aterrizaje forzoso. Enseguida, McClane baja del helicóptero, intentando distraer a Simon para alejar a Zeus y al piloto del peligro. Teniendo solo dos balas en su pistola, y con Simon teniéndolo acorralado con su ametralladora apuntándole, McClane observa los cables de un letrero eléctrico que se encuentran encima del helicóptero de Simon, y le dispara a uno de los cables que se desconecta de su receptor y se dirige hacia las hélices del helicóptero de Simon. La mujer que pilota la nave intenta escaparse pero se estrellan con una columna que encuentran de frente y al chocar el helicóptero explota matando a Simon y a la mujer adentro. 
McClane y Zeus se reúnen y mientras bromean con la muerte de Simon, McClane se acuerda que dejó en línea a su esposa y Zeus le da centavos para que la vuelva a llamar. McClane utiliza el teléfono público cercano mientras que las autoridades y los bomberos llegan al escenario.

## Reparto
| Actor                     | Personaje               |
| ------------------------- | ----------------------- |
| Bruce Willis              | Detective John McClane  |
| Jeremy Irons              | Simon Gruber            |
| Samuel L. Jackson         | Zeus Carver             |
| Larry Bryggman            | Inspector Walter Cobb   |
| Graham Greene             | Oficial Joe Lambert     |
| Colleen Camp              | Oficial Connie Kowalski |
| Sharon Washington         | Oficial Jane            |
| Anthony Peck              | Oficial Ricky Walsh     |
| Michael Alexander Jackson | Dexter                  |
| Aldis Hodge               | Raymond                 |
| Nicholas Wyman            | Mathias Targo           |
| Sam Phillips              | Katya                   |
| Aasif Mandvi              | Taxista árabe           |
| Elvis Duran               | Radio DJ                |
| John McTiernan, Sr.       | Pescador                |

## Estrenos
| País                                                                          | Fecha de estreno                 |
| ----------------------------------------------------------------------------- | -------------------------------- |
| Alemania                                                                      | Jueves 22 de junio de 1995       |
| Argentina                                                                     | Jueves 1 de junio de 1995        |
| Australia                                                                     | Jueves 25 de mayo de 1995        |
| Austria                                                                       | Viernes 23 de junio de 1995      |
| Bélgica                                                                       | Miércoles 2 de agosto de 1995    |
| Belice · Costa Rica · El Salvador · Guatemala · Honduras · Nicaragua · Panamá | Viernes 2 de junio de 1995       |
| Bolivia                                                                       | Jueves 15 de junio de 1995       |
| Brasil                                                                        | Viernes 2 de junio de 1995       |
| Chile                                                                         | Jueves 1 de junio de 1995        |
| Chipre                                                                        | Viernes 29 de septiembre de 1995 |
| Colombia                                                                      | Viernes 26 de mayo de 1995       |
| Corea del Sur                                                                 | Viernes 6 de octubre de 1995     |
| Croacia                                                                       | Jueves 26 de octubre de 1995     |
| Dinamarca                                                                     | Viernes 7 de julio de 1995       |
| Eslovenia                                                                     | Jueves 28 de septiembre de 1995  |
| España                                                                        | Viernes 21 de julio de 1995      |
| Estados Unidos · Canadá                                                       | Viernes 19 de mayo de 1995       |
| Estonia                                                                       | Viernes 27 de octubre de 1995    |
| Filipinas                                                                     | Miércoles 7 de junio de 1995     |
| Finlandia                                                                     | Viernes 30 de junio de 1995      |
| Francia                                                                       | Miércoles 2 de agosto de 1995    |

| País                         | Fecha de estreno                 |
| ---------------------------- | -------------------------------- |
| Grecia                       | Viernes 29 de septiembre de 1995 |
| Hong Kong                    | Jueves 8 de junio de 1995        |
| Hungría                      | Jueves 10 de agosto de 1995      |
| India                        | Viernes 2 de febrero de 1996     |
| Indonesia                    | Miércoles 19 de julio de 1995    |
| Islandia                     | Jueves 22 de junio de 1995       |
| Israel                       | Viernes 7 de julio de 1995       |
| Italia                       | Viernes 20 de octubre de 1995    |
| Japón                        | Sábado 1 de julio de 1995        |
| Malasia                      | Jueves 7 de septiembre de 1995   |
| México                       | Viernes 26 de mayo de 1995       |
| Noruega                      | Viernes 30 de junio de 1995      |
| Nueva Zelanda                | Viernes 14 de julio de 1995      |
| Países Bajos                 | Jueves 22 de junio de 1995       |
| Perú                         | Miércoles 28 de junio de 1995    |
| Polonia                      | Viernes 28 de julio de 1995      |
| Portugal                     | Viernes 15 de septiembre de 1995 |
| Puerto Rico                  | Jueves 15 de junio de 1995       |
| Reino Unido Irlanda          | Viernes 18 de agosto de 1995     |
| República Checa · Eslovaquia | Jueves 5 de octubre de 1995      |
| Rumania                      | Miércoles 23 de julio de 1997    |
| Singapur                     | Jueves 15 de junio de 1995       |
| Sudáfrica                    | Viernes 14 de julio de 1995      |
| Suecia                       | Viernes 30 de junio de 1995      |
| Suiza                        | Jueves 29 de junio de 1995       |
| Tailandia                    | Viernes 23 de junio de 1995      |
| Taiwán                       | Sábado 17 de junio de 1995       |
| Turquía                      | Jueves 23 de noviembre de 1995   |
| Uruguay                      | Viernes 2 de junio de 1995       |
| Venezuela                    | Miércoles 31 de mayo de 1995     |

## Guion y ajustes
- La película está basada en el guion escrito por Jonathan Hensleigh, llamado originalmente «Simon dice». Estaba en principio concebido como una película de acción de Brandon Lee, y posteriormente se llegó a considerar usarlo para la cuarta entrega de la serie Lethal Weapon. La primera mitad de Die Hard with a Vengeance es prácticamente igual que «Simon dice». El atraco al banco fue introducido para llevar la historia a la línea de las anteriores películas de la saga. El plan original de los villanos era robar en el Museo Metropolitano de Arte, idea que se desestima aquí, pero que aparece en la película de John McTiernan El secreto de Thomas Crown, y en el videojuego Die Hard: Vendetta.

## Final alternativo
- Un final alternativo fue rodado y puede verse en la edición especial en DVD (Versión americana). En esta versión se supone que el atraco ha tenido éxito, y que McClane fue usado como cabeza de turco por todo lo que ha ido mal. Es despedido de la NYPD después de más de veinte años en el cuerpo y el FBI le quita la pensión. En esta versión el criminal se deshace o engaña a la mayoría de sus secuaces, se lleva el oro a un lugar seguro (Nueva Escocia) y convierte los lingotes en estatuillas de monumentos conocidos (en este caso del Empire State Building) para que el botín pueda salir de forma inadvertida del país. Esta parte recuerda a la película Oro en barras de 1951, en la que el protagonista (Alec Guinness) intentaba robar el oro del banco donde trabajaba fundiéndolo en forma de souvenir de la Torre Eiffel para poder camuflarlo mejor. McClane sigue la pista a Simon usando el número de serie en el bote de aspirinas. No se especifica donde se desarrolla el final. Podría tratarse de Hungría, porque Simon habla a los nativos en húngaro («Nagyon kedves, köszönöm», «Muy bien, gracias») y «Rögtön» («Ahora»), o podría ser Alemania, porque McClane menciona que ha comprobado el número de serie del bote de aspirinas y el rastro lleva a una farmacia alemana. Una vez localiza al terrorista, McClane se desahoga de sus problemas con Simon, a quien invita a jugar a «McClane dice». El asunto toma forma de ruleta rusa con un pequeño cohete en una lanzadera sin chip de orientación: es decir, que el misil puede lanzarse pero sin fijar un objetivo. McClane comienza a realizar acertijos similares a los que Simon realizó en Nueva York. Cuando Simon falla, McClane forcejea con él hasta situarle enfrente de la lanzadera, accionando después el misil, que golpea mortalmente a Simon. Al final de la secuencia se revela que McClane llevaba una chaleco antibalas todo el tiempo, y el cohete no le habría matado a él.

En los comentarios del DVD, el guionista Jonathan Hensleigh declara que esta versión fue desestimada porque el estudio pensó que mostraba una parte más cruel y amenazadora de McClane, un hombre que mata más movido por la venganza que en defensa propia. La intención de Hensleigh era mostrar que los hechos de Nueva York y las subsiguientes repercusiones arremeten en él psicológicamente.
Según los comentarios del DVD, se consideró un segundo final alternativo. En este final, McClane y Carver flotan hasta la orilla después de la explosión en el mar. Carver dice que es una pena que Simon y sus secuaces se salgan con la suya. McClane responde que no está seguro de ello. La acción se traslada luego al avión donde los terroristas encuentran la maleta con la bomba que dejaron en el parque y que Carver les devolvía en cierto momento de la película (en esta versión no era usada para volar la presa evidentemente). La película terminaría con un deje de humor negro, con Simon preguntando si alguien tiene una garrafa de 4 galones para poder desactivar la bomba. Este cambio en el guion fue pronto desechado, y a diferencia del final de la lanzadera de cohetes, nunca fue filmado.

## Banda sonora
Michael Kamen volvió a componer la tercera película, nuevamente incorporando otro material en su composición (más notablemente When Johnny Comes Marching Home, no incluida en el álbum de la banda sonora), como extractos de su composición para Die Hard 2 aparecieron en la nueva película. La banda sonora fue lanzada por RCA Records.
| Die Hard: With A Vengeance |                           |                      |          |  |
| N.º                        | Título                    | Escritor(es)         | Duración |  |
| 1.                         | «Summer in the City»      | The Lovin' Spoonful  | 2:44     |  |
| 2.                         | «Goodbye Bonwits»         |                      | 6:28     |  |
| 3.                         | «Got It Covered»          | Fu-Schnickens        | 4:13     |  |
| 4.                         | «John and Zeus»           |                      | 3:19     |  |
| 5.                         | «In Front of Kids»        | Extra Prolific       | 2:44     |  |
| 6.                         | «Papaya King»             |                      | 5:20     |  |
| 7.                         | «Take A-nother Train»     |                      | 2:55     |  |
| 8.                         | «The Iron Foundry»        | Alexander Mosolov    | 3:08     |  |
| 9.                         | «Waltz of the Bankers»    |                      | 4:13     |  |
| 10.                        | «Gold Vault»              |                      | 3:45     |  |
| 11.                        | «Surfing in the Aqueduct» |                      | 2:30     |  |
| 12.                        | «Sinfonía n.º 1»          | Johannes Brahms      | 15:00    |  |
| 13.                        | «Sinfonía n.º 9»          | Ludwig van Beethoven | 9:46     |  |

## Recepción

### Crítica
La película recibió críticas mixtas con una calificación del 52% en Rotten Tomatoes. Owen Gleiberman de Entertainment Weekly dijo que «aunque McTiernan escenifica secuencias individuales con gran finura (...), no se suman a un todo tenso y plagado de miedo». James Berardinelli pensaba que las explosiones y las peleas estaban «filmadas con suma destreza, y fueron alucinantes por derecho propio». Samuel L. Jackson también recibió elogios por su rol en la película. Desson Howe del Washington Post pensaba que «la mejor cosa de la película era la relación entre McClane y Zeus», diciendo que Jackson estuvo «casi tan bien como en Pulp Fiction». Roger Ebert le dio a la película una crítica positiva, elogiando las secuencias de acción y el desempeño de Willis, Jackson, y Irons, concluyendo: «Die Hard: With a Vengeance es básicamente un juguete de acción de cuerda, inteligentemente hecha, y entregada con alta energía. Ofrece justamente lo que anuncia, una venganza».

### Taquilla
La película ganó 100 012 499 dólares en los Estados Unidos, mientras ganó 266 089 167 de dólares en otros mercados, dándole una recaudación total de 366 101 666 dólares, lo que la hace la película con mayor recaudación de 1995.